# Sisyropa picta
Sisyropa picta är en tvåvingeart som först beskrevs av Baranov 1935.  Sisyropa picta ingår i släktet Sisyropa och familjen parasitflugor. Inga underarter finns listade i Catalogue of Life.